# 중산역 (타이베이시)

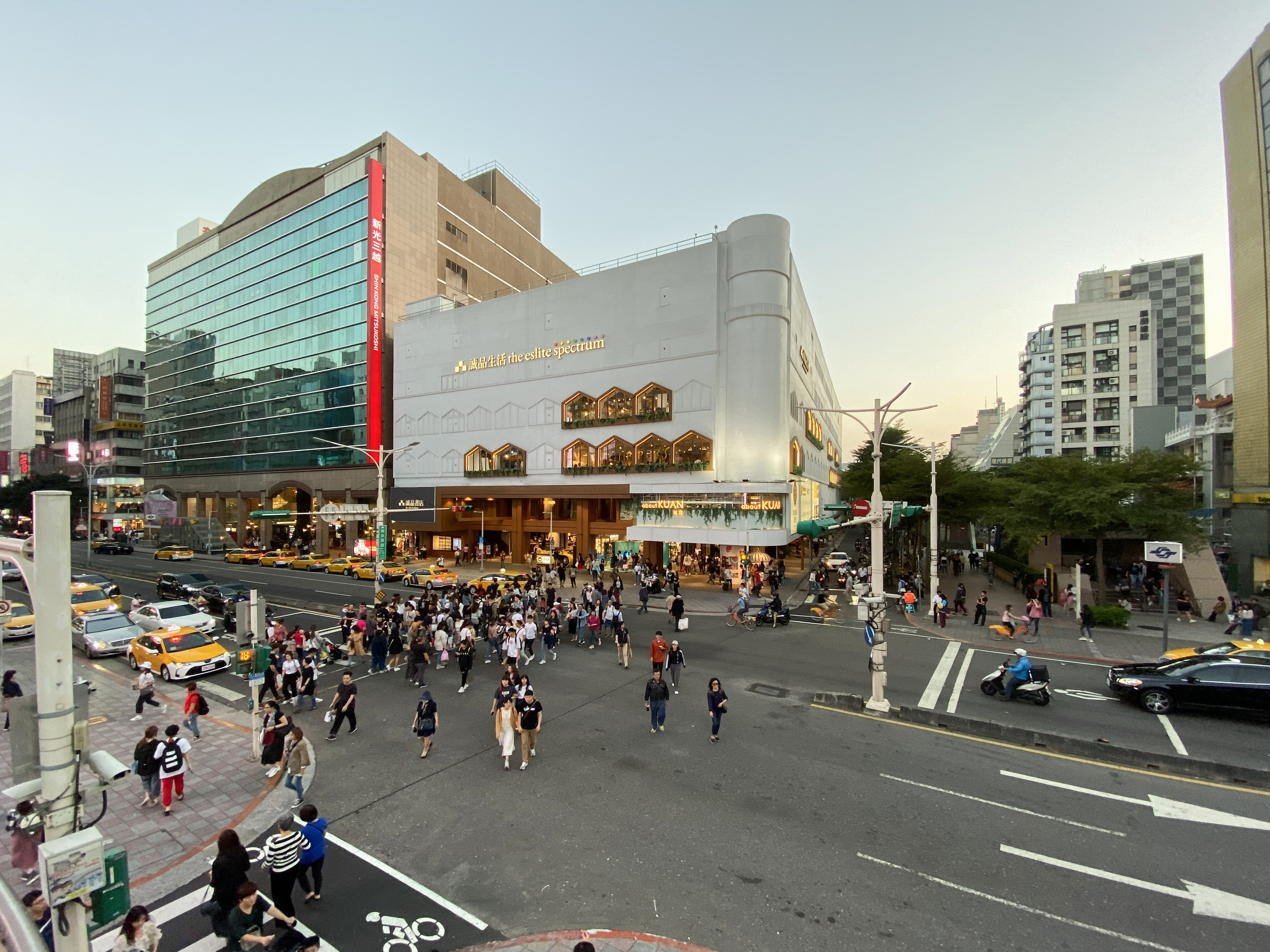
중산

중산역(중국어 정체자: 中山站, 한어 병음: Zhōngshān zhàn, 웨이드-자일스: Chung1shan1 chan4, 한자음: 중산참)은 대만 타이베이시 중산구에 있는 타이베이 첩운 쑹산신뎬선과 타이베이 첩운 단수이신이선 지선의 환승역이다.

## 구조
| 지면     | 출입구                                                      | 출입구                                                  |
| 지하 1층 |                                                             | 역 홀, 문의종심                                         |
| 지하 1층 | 화장실（유료 존 에서）, 시먼 지하길, 7-ELEVEn（유료 존 외） |                                                         |
| 지하 2층 | 1호 프랫폼                                                  | ←타이베이 첩운 단수이신이선 단수이/베이터우방면（솽롄） |
| 지하 2층 | 섬식 승강장                                                 |                                                         |
| 지하 2층 | 2호 프랫폼                                                  | 타이베이 첩운 단수이신이선 샹산/다안방면（타이베이역）→ |
| 지하 4층 | 3호 프랫폼                                                  | ←타이베이 첩운 쑹산신뎬선 쑹산방면（쑹장난징）          |
| 지하 4층 | 섬식 승강장                                                 |                                                         |
| 지하 4층 | 4호 프랫폼                                                  | 타이베이 첩운 쑹산신뎬선 신뎬/타이완전력방면（베이먼）→ |

|  |  |  |

|  |  |

|  |